# Robert Corbet
Pour les articles homonymes, voir Corbett.

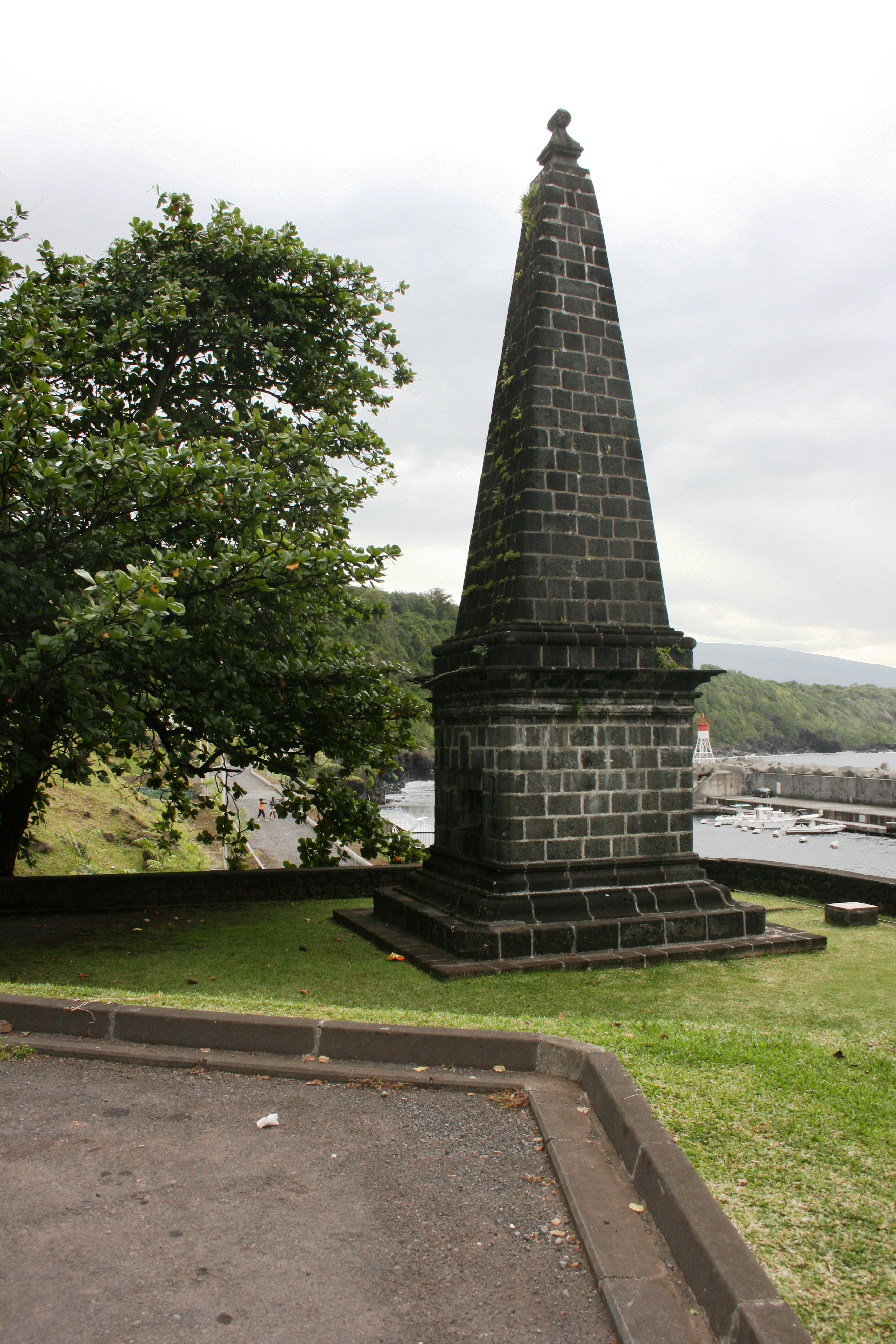
Le monument dit « monument Corbett », érigé pour Robert Corbett à Sainte-Rose, sur la côte est de La Réunion.

Robert Corbet, ou Robert Corbett, né à une date inconnue et mort le 13 septembre 1810, est un capitaine de vaisseau britannique qui combattit durant les Guerres napoléoniennes pour tenter de prendre les Mascareignes à la France.

## Biographie
Longtemps capitaine de la Néréide, il est mort en 1810 dans une action en mer au large de Bourbon après avoir participé à un premier débarquement à Sainte-Rose, à un second à Saint-Paul, et enfin à la prise de l'île Bonaparte.

## Postérité
Un mausolée classé monument historique a été érigé en son honneur à Sainte-Rose durant le troisième quart du XIXe siècle. Il apparaît en tant que personnage dans le roman de Patrick O'Brian intitulé Expédition à l'île Maurice.